# 保食神
保食神（うけもちのかみ）は、日本神話に登場する神である。『古事記』には登場せず、『日本書紀』の神産みの段の第十一の一書にのみ登場する。神話での記述内容から、女神と考えられる。

## 神話での記述
天照大神は月夜見尊に、葦原中国にいる保食神という神を見てくるよう命じた。月夜見尊が保食神の所へ行くと、保食神は、陸を向いて口から米飯を吐き出し、海を向いて口から魚を吐き出し、山を向いて口から獣を吐き出し、それらで月夜見尊をもてなした。月夜見尊は「吐き出したものを食べさせるとは汚らわしい」と怒り、保食神を斬ってしまった。それを聞いた天照大神は怒り、もう月夜見尊とは会いたくないと言った。それで太陽と月は昼と夜とに分かれて出るようになったのである。
天照大神が保食神の所に天熊人（アメノクマヒト）を遣すと、保食神は死んでいた。保食神の屍体の頭から牛馬、額から粟、眉から蚕、目から稗、腹から稲、陰部から麦・大豆・小豆が生まれた。天熊人がこれらを全て持ち帰ると、天照大神は喜び、民が生きてゆくために必要な食物だとしてこれらを田畑の種とした。その種は秋に実り、この「秋」は『日本書紀』に記された最初の季節である。また大神は蚕の繭を口に含んで糸をひき、これが養蚕の始まりとなった。牛馬については特に説明されていない。

## 解説
この説話は食物起源神話であり、東南アジアを中心に世界各地に見られるハイヌウェレ神話型の説話である。『古事記』では同様の説話がスサノオとオオゲツヒメの話となっている。よって、保食神はオオゲツヒメと同一神とされることもある。また、同じ食物神である宇迦之御魂神とも同一視され、宇迦之御魂神に代わって稲荷神社に祀られていることもある。
神名のウケは豊受大神の「ウケ」、宇迦之御魂神の「ウカ」と同源で、食物の意味である。
食物神というだけでなく、「頭から牛馬が生まれた」ということから牛や馬の神ともされる。東日本に多い駒形神社では、馬の神として保食神が祀られており、さらに「頭から馬」ということで馬頭観音とも同一視されている。
食物とそれが生じた体の各部との関係は、朝鮮語に訳すことで説明がつく、とする説がある。一方の古事記にあるオオゲツヒメの説話ではこのような対応関係が見られない。このことから、日本書紀の編者に朝鮮語を解するものがいて、生成物と体部を結びつけたと考える説である（『日本書紀（一）』59頁、61頁）。ただし、現代の朝鮮語と古代の朝鮮語の発音が同一であるという研究は現在まで行われておらず、この説は根拠が希薄であり、極めて疑わしい。